# Les Verchers-sur-Layon
Les Verchers-sur-Layon és un municipi francès situat al departament de Maine i Loira i a la regió de País del Loira. L'any 2007 tenia 852 habitants.

## Demografia

### Població
El 2007 la població de fet de Les Verchers-sur-Layon era de 852 persones. Hi havia 336 famílies de les quals 81 eren unipersonals (28 homes vivint sols i 53 dones vivint soles), 105 parelles sense fills, 130 parelles amb fills i 20 famílies monoparentals amb fills.
La població ha evolucionat segons el següent gràfic:
Habitants censats

### Habitatges
El 2007 hi havia 398 habitatges, 338 eren l'habitatge principal de la família, 35 eren segones residències i 25 estaven desocupats. 377 eren cases i 18 eren apartaments. Dels 338 habitatges principals, 244 estaven ocupats pels seus propietaris, 87 estaven llogats i ocupats pels llogaters i 6 estaven cedits a títol gratuït; 4 tenien una cambra, 16 en tenien dues, 43 en tenien tres, 83 en tenien quatre i 192 en tenien cinc o més. 257 habitatges disposaven pel capbaix d'una plaça de pàrquing. A 164 habitatges hi havia un automòbil i a 151 n'hi havia dos o més.

### Piràmide de població
La piràmide de població per edats i sexe el 2009 era:
| Homes | Edats   | Dones |
| ----- | ------- | ----- |
| 0     | 95 o +  | 0     |
| 4     | 90 a 94 | 8     |
| 0     | 85 a 89 | 8     |
| 8     | 80 a 84 | 0     |
| 20    | 75 a 79 | 28    |
| 48    | 70 a 74 | 16    |
| 12    | 65 a 69 | 16    |
| 8     | 60 a 64 | 8     |
| 20    | 55 a 59 | 12    |
| 24    | 50 a 54 | 8     |
| 28    | 45 a 49 | 44    |
| 24    | 40 a 44 | 28    |
| 40    | 35 a 39 | 44    |
| 28    | 30 a 34 | 20    |
| 16    | 25 a 29 | 16    |
| 20    | 20 a 24 | 20    |
| 36    | 15 a 19 | 24    |
| 52    | 10 a 14 | 40    |
| 24    | 5 a 9   | 32    |
| 24    | 0 a 4   | 20    |

## Economia
El 2007 la població en edat de treballar era de 520 persones, 403 eren actives i 117 eren inactives. De les 403 persones actives 374 estaven ocupades (205 homes i 169 dones) i 28 estaven aturades (8 homes i 20 dones). De les 117 persones inactives 50 estaven jubilades, 24 estaven estudiant i 43 estaven classificades com a «altres inactius».

### Ingressos
El 2009 a Les Verchers-sur-Layon hi havia 334 unitats fiscals que integraven 863 persones, la mediana anual d'ingressos fiscals per persona era de 14.824 €.

### Activitats econòmiques
Dels 22 establiments que hi havia el 2007, 2 eren d'empreses alimentàries, 2 d'empreses de fabricació d'altres productes industrials, 5 d'empreses de construcció, 3 d'empreses de comerç i reparació d'automòbils, 2 d'empreses d'hostatgeria i restauració, 1 d'una empresa immobiliària, 5 d'empreses de serveis i 2 d'empreses classificades com a «altres activitats de serveis».
Dels 4 establiments de servei als particulars que hi havia el 2009, 1 era un paleta, 1 fusteria, 1 lampisteria i 1 perruqueria.
L'únic establiment comercial que hi havia el 2009 era una fleca.
L'any 2000 a Les Verchers-sur-Layon hi havia 59 explotacions agrícoles que ocupaven un total de 2.397 hectàrees.

## Equipaments sanitaris i escolars
El 2009 hi havia 1 escola elemental i 1 escola elemental integrada dins d'un grup escolar amb les comunes properes formant una escola dispersa.

## Poblacions més properes
El següent diagrama mostra les poblacions més properes.